# Landeswahlkreis Kärnten
Der Landeswahlkreis Kärnten ist ein Landeswahlkreis in Österreich, der bei Wahlen zum Nationalrat für die Vergabe der Mandate im zweiten Ermittlungsverfahren gebildet wird. Der Wahlkreis umfasst das Bundesland Kärnten.
Bei der Nationalratswahl 2019 waren im Landeswahlkreis Kärnten 437.785 Personen wahlberechtigt, wobei bei der Wahl die Österreichische Volkspartei (ÖVP) mit 34,9 % als stärkste Partei hervorging. Von den 13 zu vergebenden Mandaten entfielen vier auf die ÖVP, drei auf die Sozialdemokratische Partei Österreichs (SPÖ), zwei auf die Freiheitliche Partei Österreichs (FPÖ) und eines auf Die Grünen – Die Grüne Alternative (GRÜNE). Davon waren über Grundmandate in den Regionalwahlkreisen bereits drei an die ÖVP vergeben worden.

## Geschichte
Nach dem Ende des Staates Österreich-Ungarn wurde mit der Wahlordnung 1918 für die Wahl der konstituierenden Nationalversammlung der Wahlkreis Kärnten (Wahlkreis 24) geschaffen, der zunächst neben dem Bundesland Kärnten auch die Gemeinde Weißenfels (Krain) umfasste. Der Wahlkreis blieb in der Folge auch nach der Nationalrats-Wahlordnung 1923 erhalten, die 1934 von der austrofaschistischen Regierung außer Kraft gesetzt wurde. Die ursprüngliche Einteilung der Wahlkreise wurde jedoch nach dem Zweiten Weltkrieg mit dem Verfassungsgesetz vom 19. Oktober 1945 wieder eingeführt. Von den folgenden Änderungen der Nationalrats-Wahlordnungen war der Wahlkreis Kärnten nicht betroffen, mit der Nationalrats-Wahlordnung 1971, durch die die Anzahl der Wahlkreise auf neun reduziert wurde, änderte sich lediglich die Nummer des Wahlkreises Kärnten (nun Wahlkreis 2). Erst mit Inkrafttreten der Nationalrats-Wahlordnung 1992 wurde das österreichische Bundesgebiet in 43 Regionalwahlkreise unterteilt und somit ein drittes Ermittlungsverfahren eingeführt, wobei der Landeswahlkreis Kärnten in die Regionalwahlkreise Klagenfurt (2A), Villach (2B), Kärnten West (2C) und Kärnten Ost (2D) unterteilt wurde. Der Landeswahlkreis Kärnten erhielt in der Folge 1993 13 Mandate zugewiesen, wobei die Neuberechnung der Mandatsverteilung zwischen den Bundesländern im Jahr 2002 (nach den Ergebnissen der Volkszählung 2001) keine Veränderung im Landeswahlkreis Kärnten bewirkte. Durch die Volkszählung zum Stichtag 31. Oktober 2021 kam es zu einer Reduktion der Anzahl zukünftig in diesem Wahlkreis zu vergebender Grundmandate auf zwölf.
Seit der Gründung des Wahlkreises gelang es bereits vier unterschiedlichen Parteien, als Stärkste aus einer Nationalratswahl hervorzugehen.

## Wahlergebnisse
| Nationalratswahlen im Landeswahlkreis Kärnten | Nationalratswahlen im Landeswahlkreis Kärnten | Nationalratswahlen im Landeswahlkreis Kärnten | Nationalratswahlen im Landeswahlkreis Kärnten | Nationalratswahlen im Landeswahlkreis Kärnten | Nationalratswahlen im Landeswahlkreis Kärnten | Nationalratswahlen im Landeswahlkreis Kärnten | Nationalratswahlen im Landeswahlkreis Kärnten | Nationalratswahlen im Landeswahlkreis Kärnten | Nationalratswahlen im Landeswahlkreis Kärnten | Nationalratswahlen im Landeswahlkreis Kärnten | Nationalratswahlen im Landeswahlkreis Kärnten |
| Wahltermin                                    | GM                                            |                                               | SPÖ                                           | ÖVP                                           | FPÖ                                           | GRÜNE                                         | BZÖ                                           | FRANK                                         | LIF/NEOS                                      | PILZ/JETZT                                    | Sonstige                                      |
| --------------------------------------------- | --------------------------------------------- | --------------------------------------------- | --------------------------------------------- | --------------------------------------------- | --------------------------------------------- | --------------------------------------------- | --------------------------------------------- | --------------------------------------------- | --------------------------------------------- | --------------------------------------------- | --------------------------------------------- |
| 9. Oktober 1994                               |                                               | Stimmenanteile (%)                            | 39,5                                          | 16,4                                          | 33,5                                          | 5,9                                           | -                                             | -                                             | 3,8                                           | -                                             | 0,8                                           |
| 9. Oktober 1994                               | 13                                            | Grundmandate                                  | 5                                             | 2                                             | 4                                             | 0                                             | -                                             | -                                             | 0                                             | -                                             | 0                                             |
| 17. Dezember 1995                             |                                               | Stimmenanteile (%)                            | 40,8                                          | 18,5                                          | 32,7                                          | 3,5                                           | -                                             | -                                             | 3,6                                           | -                                             | 1,0                                           |
| 17. Dezember 1995                             | 13                                            | Grundmandate                                  | 5                                             | 2                                             | 4                                             | 0                                             | -                                             | -                                             | 0                                             | -                                             | 0                                             |
| 3. Oktober 1999                               |                                               | Stimmenanteile (%)                            | 35,7                                          | 16,3                                          | 38,6                                          | 5,5                                           | -                                             | -                                             | 2,6                                           | -                                             | 1,3                                           |
| 3. Oktober 1999                               | 13                                            | Grundmandate                                  | 4                                             | 2                                             | 5                                             | 0                                             | -                                             | -                                             | 0                                             | -                                             | 0                                             |
| 24. November 2002                             |                                               | Stimmenanteile (%)                            | 38,3                                          | 30,5                                          | 23,6                                          | 6,2                                           | -                                             | -                                             | 0,9                                           | -                                             | 0,5                                           |
| 24. November 2002                             | 13                                            | Grundmandate                                  | 4                                             | 3                                             | 3                                             | 0                                             | -                                             | -                                             | 0                                             | -                                             | 0                                             |
| 1. Oktober 2006                               |                                               | Stimmenanteile (%)                            | 35,4                                          | 21,2                                          | 7,3                                           | 7,5                                           | 24,9                                          | -                                             | -                                             | -                                             | 3,7                                           |
| 1. Oktober 2006                               | 13                                            | Grundmandate                                  | 4                                             | 2                                             | 0                                             | 0                                             | 3                                             | -                                             | -                                             | -                                             | 0                                             |
| 28. September 2008                            |                                               | Stimmenanteile (%)                            | 28,1                                          | 14,6                                          | 7,6                                           | 6,9                                           | 38,5                                          | -                                             | 1,5                                           | -                                             | 2,8                                           |
| 28. September 2008                            | 13                                            | Grundmandate                                  | 3                                             | 1                                             | 0                                             | 0                                             | 5                                             | -                                             | 0                                             | -                                             | 0                                             |
| 29. September 2013                            |                                               | Stimmenanteile (%)                            | 32,4                                          | 15,2                                          | 17,9                                          | 11,8                                          | 10,8                                          | 6.9                                           | 3,7                                           | -                                             | 1,3                                           |
| 29. September 2013                            | 13                                            | Grundmandate                                  | 4                                             | 1                                             | 2                                             | 1                                             | 0                                             | 0                                             | 0                                             | -                                             | 0                                             |
| 15. Oktober 2017                              |                                               | Stimmenanteile (%)                            | 29,3                                          | 26,8                                          | 31,8                                          | 2,4                                           | -                                             | -                                             | 4,3                                           | 3,6                                           | 1,7                                           |
| 15. Oktober 2017                              | 13                                            | Grundmandate                                  | 3                                             | 3                                             | 4                                             | 0                                             | -                                             | -                                             | 0                                             | 0                                             | 0                                             |
| 29. September 2019                            |                                               | Stimmenanteile (%)                            | 26,2                                          | 34,9                                          | 19,8                                          | 9,4                                           | 0,2                                           | -                                             | 6,8                                           | 1,7                                           | 0,9                                           |
| 29. September 2019                            | 13                                            | Grundmandate                                  | 3                                             | 4                                             | 2                                             | 1                                             | 0                                             | -                                             | 0                                             | 0                                             | 0                                             |
| 29. September 2024                            |                                               | Stimmenanteile (%)                            | 23,1                                          | 20,8                                          | 38,4                                          | 4,7                                           | -                                             | -                                             | 7,8                                           | -                                             | 5,2                                           |
| 29. September 2024                            | 12                                            | Grundmandate                                  | 2                                             | 2                                             | 4                                             | 0                                             | -                                             | -                                             | 0                                             | -                                             | 0                                             |